# Juan de Alfaro y Gámez
Juan de Alfaro y Gámez – hiszpański malarz barokowy, uczeń Antonia del Castillo. Jego protegowanym był Antonio Palomino.